# Ami Boué

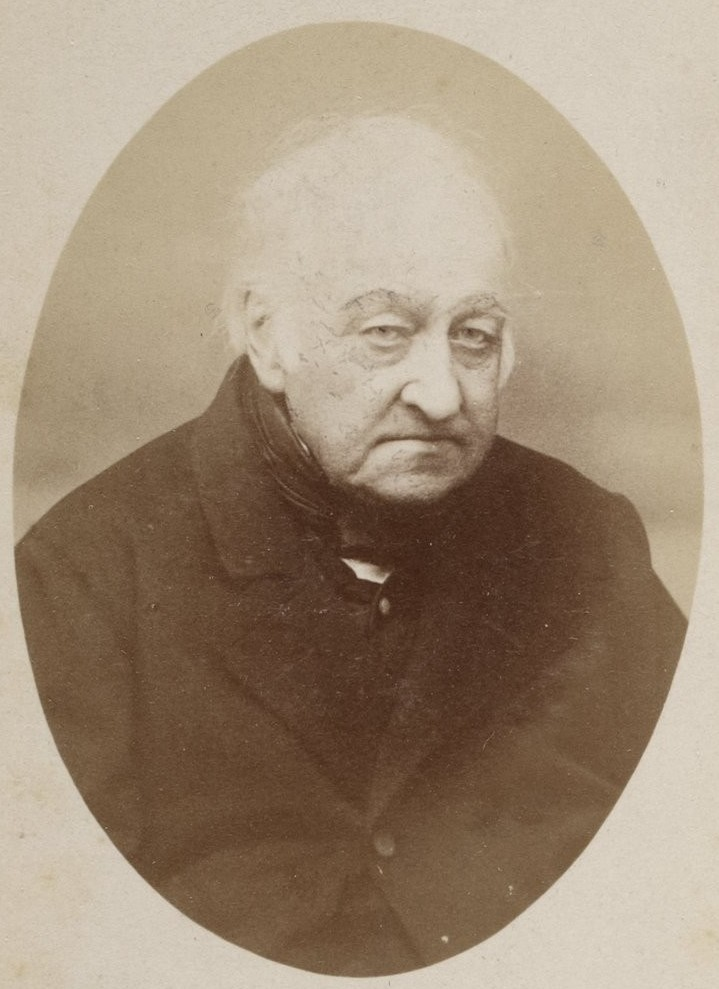
Ami Boué, 1880

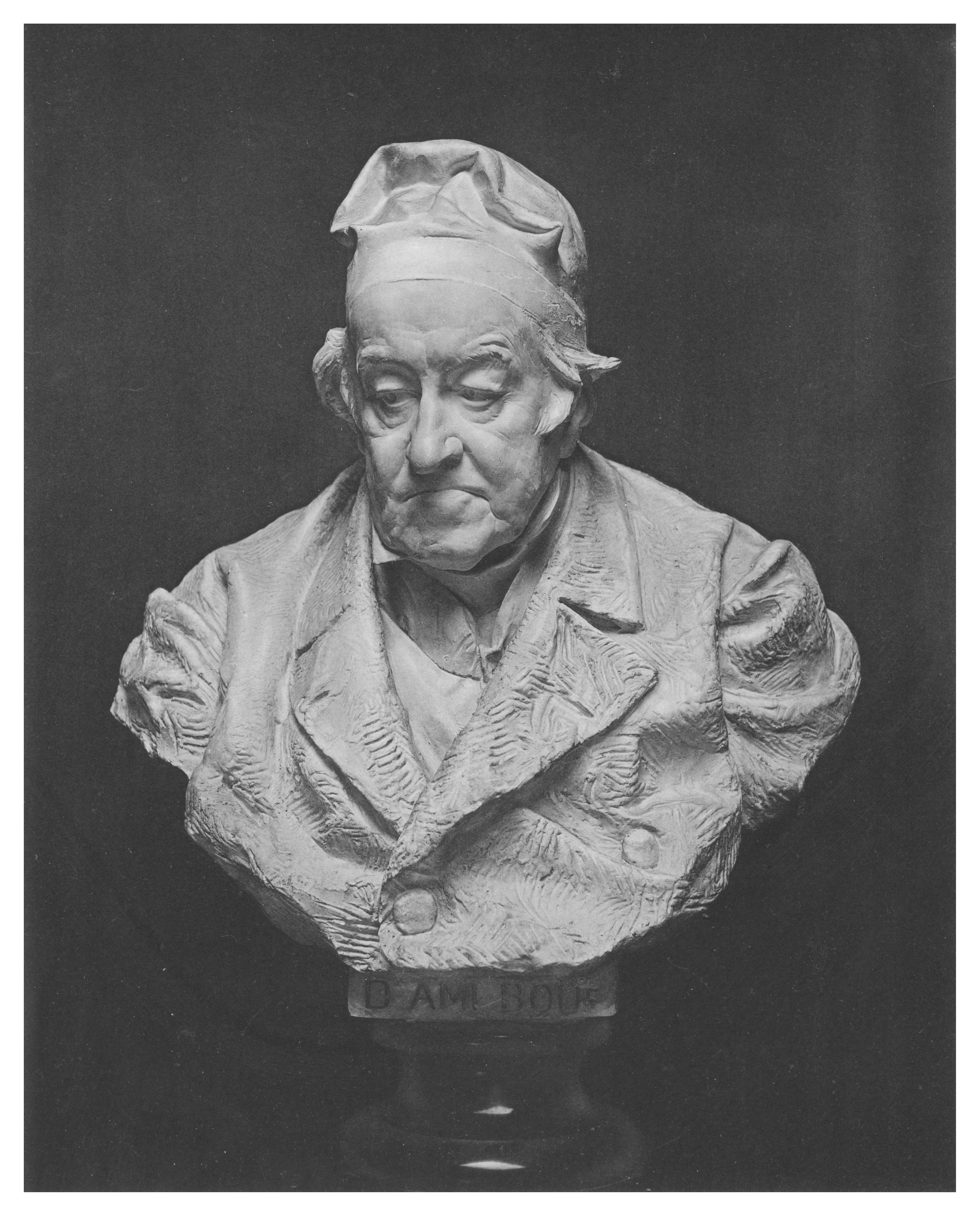
Von Viktor Tilgner geschaffene Büste

Ami Boué (* 16. März 1794 in Hamburg; † 21. November 1881 in Wien) war ein deutsch-österreichischer Geologe und Mediziner.

## Leben
Sein Vater war Henri Boué (1767–1848), seine Mutter Suzanne de Chapeaurouge (1772–1804). Seine erste Ausbildung erhielt er in Hamburg und Genf.
An der Universität Edinburgh, wo er im gleichen Kurs mit Samuel Hibbert Medizin studierte, wurde seine spätere Karriere entscheidend durch Robert Jameson und dessen Vorlesungen über Geologie und Mineralogie beeinflusst. Boué unternahm geologische Expeditionen zu verschiedenen Gegenden Schottlands und Teilen der Hebriden. Nach erfolgreichem Abschluss seines Studiums als Mediziner 1817 zog es ihn für einige Jahre nach Paris.
Im Jahre 1820 veröffentlichte er seinen „Essai géologique sur l’Ecosse“ über Eruptivgestein. Aufgrund seiner häufigen Studienreisen durch Deutschland, Österreich, Frankreich sowie zahlreicher Länder Südeuropas, die er im folgenden Jahrzehnt unternahm, um die dortigen geologischen Formationen zu studieren und die Ergebnisse zu veröffentlichen, wurde er einer der Pioniere der geologischen (und geognostischen) Forschung. Unter anderem verfasste Boué die erste umfassende geologische Beschreibung von Bosnien-Herzegowina, untersuchte die geologischen Verhältnisse des Gschliefgrabens und bestimmte das Alter des Alpenkalkes. 1830 gehörte er zu den Gründern der „Société géologique de France“ und wirkte bis 1835 als deren Präsident. Auch in London und Wien wirkte er als Mitglied der dortigen Geographischen Gesellschaften (Royal Geographical Society und Geographische Gesellschaft in Wien). Im Jahr 1835 zog er nach Wien, wo er 1841 die österreichische Staatsbürgerschaft annahm. Im Jahr 1864 wurde Boué zum Mitglied der Gelehrtenakademie Leopoldina gewählt.
Das Lebenswerk von Boué besteht aus 275 wissenschaftlichen Schriften, darunter befinden sich u. a. Entwürfe für wohl eine der ersten geologischen Karten der Welt und die inzwischen realisierte Untertunnelung der Meerenge Dover - Calais. Als Mitglied der Kaiserl. Akademie der Wissenschaften in Wien (ernannt 1848) veröffentlichte er zwischen 1859 und 1870 zahlreiche Studienergebnisse über die gesammelten (vorwiegend geologischen) Daten des Balkan. Zu seinen weiteren bedeutenden Publikationen gehören unter anderem die „Mémoires géologiques et paléontologiques“ (Paris, 1832) sowie „La Turquie d’Europe; observations sur la geographie, la géologie, l’histoire naturelle“ (Paris, 1840), in denen er sich eingehend mit der Geographie, Geologie, Flora und Fauna, der Bevölkerung, den Trachten und Sitten, der Archäologie, Landwirtschaft, Verwaltung und Geschichte des europäischen Teils der Türkei inklusive der Länder Montenegro, Bosnien, Albanien, Landschaft, Serbien, Makedonien, Chalkidike und Thessalien befasst.
Seine Büste (ein Werk von Viktor Tilgner, Wien) befindet sich in der Österreichischen Galerie im Belvedere in Wien, ein Gipsabguss im Stadtmuseum von Vöslau, ein weiterer im Archiv der Universität Wien. Ein 1878 entstandenes Altersbildnis Boués von Johann Baptist Reiter ist im Schlossmuseum in Linz/Donau ausgestellt.

## Ehrungen

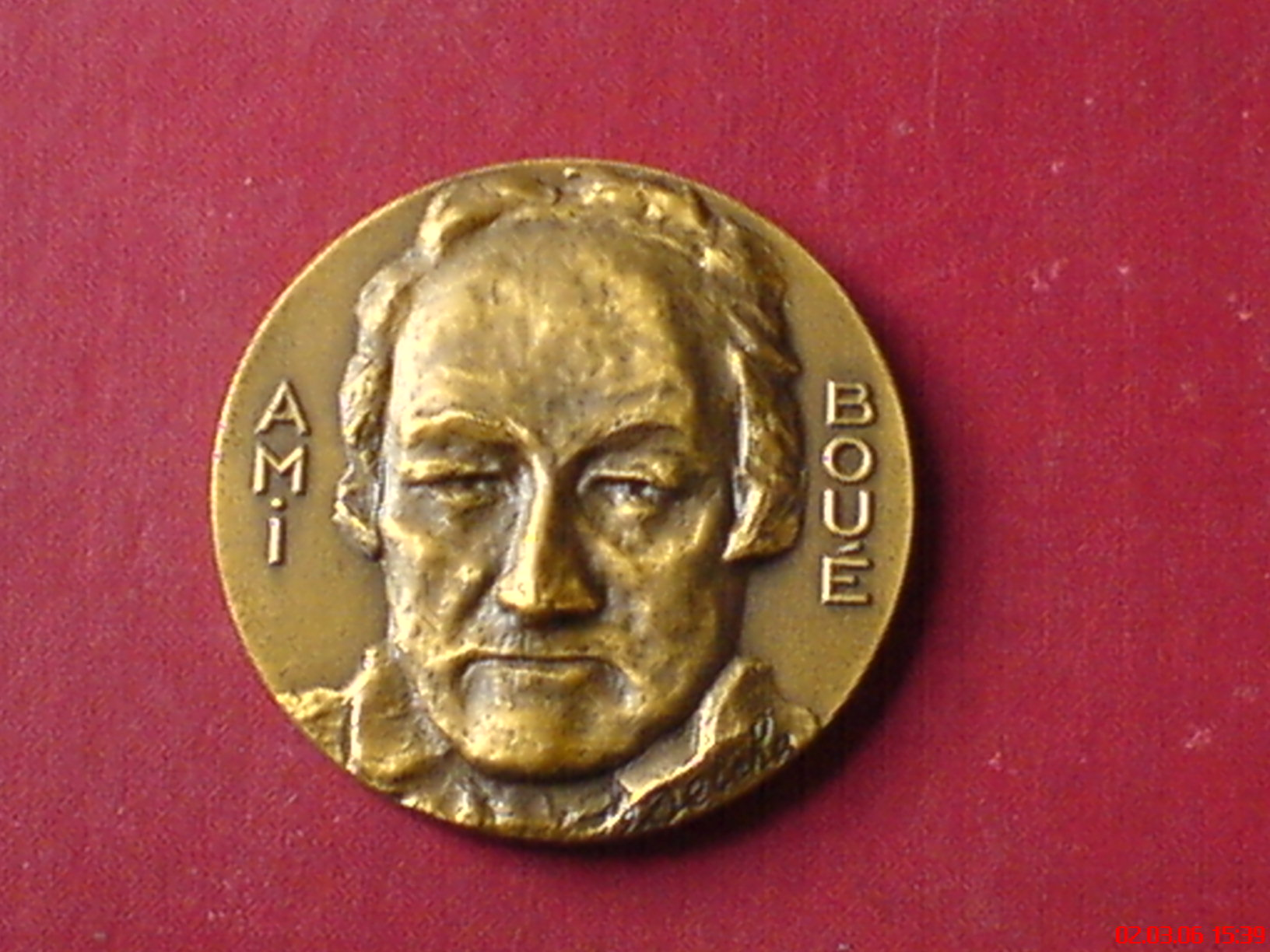

- 1847 erhielt Boué als einer der ersten Preisträger die Wollaston-Medaille der Geological Society of London.
- Die Französische Geologische Gesellschaft vergibt eine Medaille mit dem Bildnis von Ami Boué.
- Nach Boué benannte Straßen finden sich heute in Bad Vöslau und Sofia.
- Im Grahamland in der Antarktis ist seit 2010 der Ami Boué Peak nach ihm benannt.

## Schriften

### Monografien
- 1822: Mémoire géologique sur l’Allemagne. Paris: Huzard-Courcier (Separatdruck aus dem Journal de physique)
- 1832: Mémoires géologiques et paléontologiques. 2 Bände. Paris: F.-G. Levrault / Brüssel: Librairie parisienne (Gallica)
- 1840: Esquisse géologique de la Turquie d’Europe. Paris: Bourgogne et Martinet (Gallica)
- 1840: La Turquie d’Europe, ou Observations sur la géographie, la géologie, l’histoire naturelle, la statistique et les moeurs de cet empire. 4 Bände. Paris: A. Bertrand
  - Die europäische Türkei. 2 Bände. Neudruck der Ausgabe Wien 1889. Mit einem Geleitwort von Peter Boué und einem Nachwort von Wolfgang Geier. Wagener Edition, Melle 2008, ISBN 978-3-937283-13-5
- 1852: Sur l’Établissement de bonnes Routes et surtout de Chemins de fer dans la Turquie d’Europe. Wien: Wilhelm Braumüller (Google)
- 1854: Recueil d’itinéraires dans la Turquie d’Europe. Détails géographiques, topographiques et statistiques sur cet Empire. 2 Bände. Wien: W. Braumüller (Google: Band I – Band II)
- 1879: Autobiographie du Docteur médécin Ami Boué, membre de l’Academie Impériale des Sciences de Vienne (…). Wien: F. Ullrich und Sohn

### Aufsätze (Auswahl)
- 1836: „Geographical and Geological Observations on some parts of European Turkey, namely Mœsia, Bulgaria, Romelia, Albania, and Bosnia“. In: The Edinburgh New Philosophical Journal 25 (April–Oktober 1838), S. 174–195
- 1836: „Reisen in der Türkei, Bosnien und Serbien“. In: Das Ausland, Nr. 332 (27. November 1836), S. 1327 f.
- 1838: „Bemerkungen über die Pest, welche im Jahre 1837 die europäische Türkey verheerte, und über die serbischen Quarantainen“. In: Gesundheits-Zeitung, Neue Serie Band 2, Nr. 28–33 (April 1838), S. 234–236, 247–249, 265 f., 273–275
- 1841: „Einiges über die Art des Reisens in der Türkei“. In: Ost und West, Nr. 37–41 (7.–21. Mai 1841)
- 1844: „Die Ethnographie der europäischen Türkei und des westlichen Klein-Asiens, geographisch dargestellt auf meiner Karte der Türkei“. In: Amtlicher Bericht über die einundzwanzigste Versammlung deutscher Naturforscher und Aerzte in Gratz, im September 1843 (hg. von L. Langer & A. Schrötter), Graz 1844, S. 120–126
- 1844: „Kritik der Karten von der Türkei“. In: Zeitschrift für Erdkunde 3 (1844), S. 427–446
- 1862: „Essai sur les limites des provinces de la Turquie d’Europe“. In: Le Globe. Revue genevoise de géographie 3 (1862), S. 197–240
- 1863: „Entdeckung einiger Leithakalk-Petrafakten in den obersten Schichten der Kalkdolomit-Brekzien Gainfahrns“. In: Sber. 46, Wien 1863, S. 41 f.
- 1866: „Über das Zusammentreffen fossiler Überbleibsel aus mehreren Klassen der organischen Natur“. In: Sber. 52, Wien 1866, S. 580–590
- 1870: „Les Chemins de fer en Turquie“. In: Annales des Voyages, (Hg. Malte-Brun) 1870, S. 273–276
- 1871: „Aufzählung von Tumuli oder alten Grabhügeln in der europäischen Türkei“. In: Mittheilungen der anthropologischen Gesellschaft in Wien 1, Nr. 6 (1871), S. 156–158